# Hey Gravity!
Hey Gravity! ist eine britisch-irisch-norwegische Band aus London. Musikalisch lässt dich die Band um Frontfrau Justine Berry sowohl dem Punk-Rock zurechnen, einige Stücke enthalten jedoch deutliche Anleihen aus Rock ’n’ Roll, Country und Blues.

## Bandgeschichte
Die Bandmitglieder stammen zu einem großen Teil aus der Vorgänger-Band M.A.S.S., die sich 2006 nach dem Ausstieg von Jonny Green auflöste. Seinen Platz als Gitarrist nimmt nun Anna Hall ein, die vorher bei Dirt Candy spielte und auch gesanglich aktiv ist.
Der Band-Name Hey Gravity! leitet sich aus der gleichnamigen Hitsingle von M.A.S.S. ab.
Das erste Album Risen hat die Band selbst finanziert. Die Aufnahmen begannen 2005 in San Francisco. Nach beinahe 2 Jahren wurde das erste Album im Februar 2007 veröffentlicht. Produziert wird die Band von Jeff Saltzmann, der unter anderem schon mit den Killers gearbeitet hat.

## Diskografie

### Alben
- Risen (Februar 2007)

### Singles
- Risen (7. September 2007)
- Slipping Trough the Cracks/Wake Up (2008)